# 王常 (景泰進士)
王常（1427年—？年），字正倫，四川馬湖府平夷長官司人，民籍，治《詩經》。

## 生平
六月十四日生，行三。由國子生中式四川鄉試第三十四名舉人，會試中式第一百四十四名。年二十八歲中式景泰五年甲戌科第三甲第五名進士。

## 家族
曾祖王景中；祖王琰；父王有問；母田氏。永感下，妻劉氏，伯俊（州同知）；叔有學（教諭），兄德昭；德安，弟德榮；德宣。